# 미즈시마촌 (도야마현)
미즈시마촌(水島村)은 도야마현 니시토나미군에 있던 촌이다. 현재의 오야베시 동남부의 미즈시마 지구로, 전역에 산재한 마을의 풍경이 펼쳐져 있다. 지구 내에는 오야베 히가시 인터체인지와 오야베 토나미 분기점도 있어 교통의 요충지이다.
마을 이름의 유래는 마을의 중심지인 미즈시마에서 따왔다.

## 역사
- 1889년 4월 1일 - 정촌제 시행에 의해  도나미군 미즈시마촌이 성립하였다.
- 1896년 4월 1일 - 군 개편에 의해 도나미군이 분할해 니시토나미군이 성립에 의해 니시토나미군에 속하게 되었다.
- 1954년 7월 20일 - 야부나미촌과 합병해 도추정이 성립하였다.

## 참고문헌
- 『市町村名変遷辞典』東京堂出版、1990年。